# Najm
Najm (in arabo نجم‎?, traslitterato anche Negm in arabo egiziano) è un nome proprio di persona arabo maschile

## Varianti
- Femminili: نجمة (Najma)[1]

## Origine e diffusione

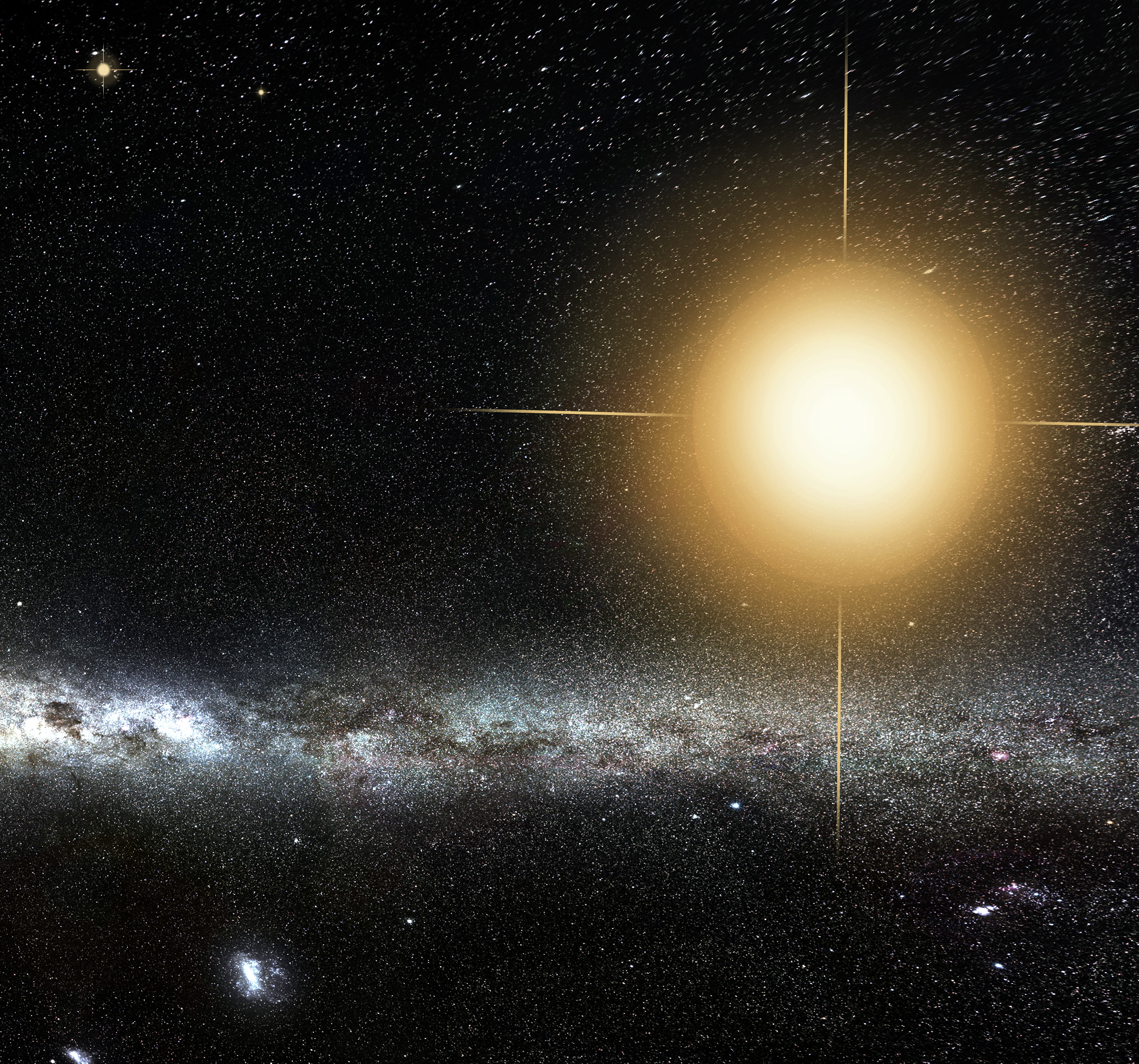
Raffigurazione artistica di alcune stelle

Deriva dal vocabolo arabo نجم (najm), che vuol dire "stella", e ha quindi significato analogo ai nomi Stella, Ester, Csilla, Ylli, Citlalli, Astro, Hoshi e Tara.
È inoltre il titolo della 53ª sūra del Corano. È diffuso in Medio Oriente, Asia centrale e meridionale.